# Futeau
Futeau is een gemeente in het Franse departement Meuse (regio Grand Est) en telt 153 inwoners (2004). De plaats maakt deel uit van het arrondissement Verdun.

## Geografie
De oppervlakte van Futeau bedraagt 1,7 km², de bevolkingsdichtheid is 90,0 inwoners per km².
De onderstaande kaart toont de ligging van Futeau met de belangrijkste infrastructuur en aangrenzende gemeenten.

## Demografie
Onderstaande figuur toont het verloop van het inwonertal (bron: INSEE-tellingen).